# خانه حبیب شیرازی
خانه حبیب شیرازی مربوط به دوره قاجار است و در شیراز، خیابان قاآنی کوچه کریم پور، پلاک ۳۰ واقع شده و این اثر در تاریخ ۱۰ خرداد ۱۳۸۲ با شمارهٔ ثبت ۸۶۶۷ به‌عنوان یکی از آثار ملی ایران به ثبت رسیده است.